# Viola indica
Viola indica är en violväxtart som beskrevs av Wilhelm Becker. Viola indica ingår i släktet violer, och familjen violväxter. Utöver nominatformen finns också underarten V. i. barbata.